# 蓬圣马丹 (意大利)
蓬圣马丹（法語：Pont-Saint-Martin，法語發音：[pɔ̃ sɛ̃ maʁtɛ̃] ⓘ），是意大利瓦莱达奥斯塔大区的一个市镇。总面积6.88平方公里，人口4027人，人口密度585.3人/平方公里（2009年）。ISTAT代码为007052。